# Parma victoriae
Parma victoriae är en fiskart som först beskrevs av Günther, 1863.  Parma victoriae ingår i släktet Parma och familjen Pomacentridae. IUCN kategoriserar arten globalt som livskraftig. Inga underarter finns listade i Catalogue of Life.